# GNOME Terminal
GNOME Terminal è un emulatore di terminale per il desktop environment GNOME scritto da Havoc Pennington e altri. Consente agli utenti di eseguire comandi con una vera shell UNIX dal proprio desktop grafico.
È simile all'emulatore di terminale xterm e ha caratteristiche quasi identiche.
Tra quelle più importanti ci sono il sostegno al testo colorato (l'output di un comando come ls—color=auto mostra bene l'uso di questa funzione), e il supporto agli eventi del mouse all'interno della finestra.
Gli eventi del mouse sono comunemente utilizzati all'interno di applicazioni basate su ncurses per l'uso di menu o pulsanti normalmente selezionati tramite la tastiera.
Emula molte, ma non tutte, le sequenze di escape supportate da xterm e fornisce un sottoinsieme utile del terminale DEC VT102.
Le versioni più recenti supportano il compositing e la trasparenza reale, così come le schede multiple.
Supporta anche la URL detection, ovvero la visualizzazione nel terminale di link cliccabili. Gran parte delle funzionalità di GNOME Terminal sono fornite dal widget VTE.